# Wild (entreprise)
Pour les articles homonymes, voir Wild.
Wild est une entreprise agro-alimentaire allemande spécialisée dans la production de boissons, de colorants, de saveurs et d'arômes alimentaires naturels fondée en 1931 par Rudolf Wild.

## Histoire
L'entreprise est fondée en 1931 par le chimiste Rudolf Wild et se spécialise dans l'élaboration d'additifs alimentaires. En 1974, Hans-Peter Wild rejoint la société familiale avant d'en prendre les rênes.
En juillet 2014, ADM (Archer Daniels Midland), une multinationale américaine, achète à la société sa filiale Wild Flavors, spécialisée dans l’élaboration d'additifs alimentaires naturels, pour environ 3 milliards de dollars. Cependant la propriété de la marque Capri-Sun, reste acquise à la famille Wild même si la boisson reste commercialisée et distribuée par Coca-Cola Enterprises.